# Aprosphylus sopatarum
Aprosphylus sopatarum е вид насекомо от семейство Tettigoniidae.

## Разпространение
Видът е ендемичен за провинция Западен Кейп в Южна Африка.